# Мамаева, Раиса Моисеевна
Раи́са Моисе́евна Мама́ева (урожд. Сторожу́к; 29 января 1900, Калуга — 26 сентября 1982, Москва) — советский востоковед, китаист.

## Биография
Раиса Моисеевна Сторожук родилась 29 января 1900 года в Калуге в семье служащих. Её отец, машинист, в 1901 году был командирован на Китайскую Восточную железную дорогу (КВЖД) в Ляоян; в Русско-японскую войну служил машинистом и по окончании войны остался в Харбине, где построил домик, куда и перевёз семью.
Раиса Мамаева училась в гимназии М. А. Оксаковской, где получила основательные знания, в том числе по английскому и китайскому языкам, что в дальнейшем и определило её судьбу. По окончании гимназии поступила на филологический факультет Института востоковедения во Владивостоке. В 1918 году, проучившись только один учебный год, поступила в труппу Петроградского передвижного театра «Зелёное кольцо».
В 1921 году переехала в Иркутск, где работала информатором по прессе. С февраля 1922 года — переводчица в Москве. В сентябре 1922 году поступила одновременно в студию Художественного театра и в Институт востоковедения им. Нариманова на Китайское отделение. В 1923 году оставила театр. 11 мая 1923 года вступила в брак с Иваном Кирилловичем Мамаевым.
В 1923—1924 годах была направлена на практику в Китай для усовершенствования китайского языка. Первые три месяца работала в Шанхае в Потребкооперации, затем была направлена в штаб Южно-Китайской группы в Кантон — там уже работал И. К. Мамаев. Была аналитиком по английской и китайской прессе, затем — заместителем начальника Информационно-разведывательного отдела. После возвращения в Москву в 1927 году продолжила учёбу в Институте востоковедения, который окончила в 1929 году.
С 1929 года преподавала на спецкурсах трёх московских военных школ — пехотной, инженерной и артиллерийской, где готовились кадры для Китайской Красной Армии. В январе 1932 года, после закрытия курсов, была зачислена в личный резерв Наркома и в том же месяце поступила на должность старшего научного сотрудника по Китаю в Международный аграрный институт, где работала до июня 1933 года. Ряд её статей по аграрному вопросу и по экономике Китая был напечатан в органе института «Аграрные проблемы»; тогда же она подготовила книгу по аграрному вопросу в Китае.
В июне 1933 года вместе с мужем И. К. Мамаевым была направлена Разведупром на нелегальную работу в Дайрен (Китай), где они пробыли до мая 1935 года. С октября 1935 года — заместитель заведующего отделением ТАСС в Шанхае; здесь в 1936 году брала интервью у Чарли Чаплина, после его возвращения из СССР.
5 декабря 1937 года была арестована вместе с мужем, ей было предъявлено обвинение по ст. 58-1б. Дело в отношении И. К. Мамаева было закрыто после его смерти в тюрьме от побоев. Р. М. Мамаева постановлением Особого Совещания при НКВД от 11 мая 1938 года как жена изменника Родины была приговорена к 8 годам трудовых исправительных лагерей. Отбывала наказание в Казахстане в Карлаге НКВД, под названием АЛЖИР — «Акмолинский лагерь жен изменников Родины». Решением Особого Совещания от 30.12.43 была освобождена из-под стражи.
В 1943—1944 годы работала в Алма-Ате управляющим Алма-Атинского отделения «Интурист». С марта 1944 года работала на студии документальных фильмов в должности старшего редактора китайских и английских вариантов наших документальных фильмов, предназначенных для экспорта за рубеж. С сентября 1945 года — в «Союзэкспортфильме», старший консультант по экспорту советских фильмов в страны Дальнего Востока. С сентября 1949 по май 1951 года — старший консультант по китайской литературе в иностранной комиссии Союза советских писателей.
C 1951 года полностью посвятила себя литературной деятельности. Из задуманной ею двухтомной хрестоматии «Китайская литература» был выпущен только первый том, содержащий произведения с XI—XII вв. до н. э. до XIX в. н. э. В последующие годы работала над вторым томом хрестоматии, а также биографией дважды героя Отечественной войны — казаха Талгата Бегельдинова и над книгой «Неугомонная Жанна», в которой рассказы о животных и птицах переплетаются с автобиографией и рассказами о Доме Волошина в Коктебеле.
Умерла в Москве 26 сентября 1982 года; похоронена на Хованском кладбище.